# Chorwaci wschodni

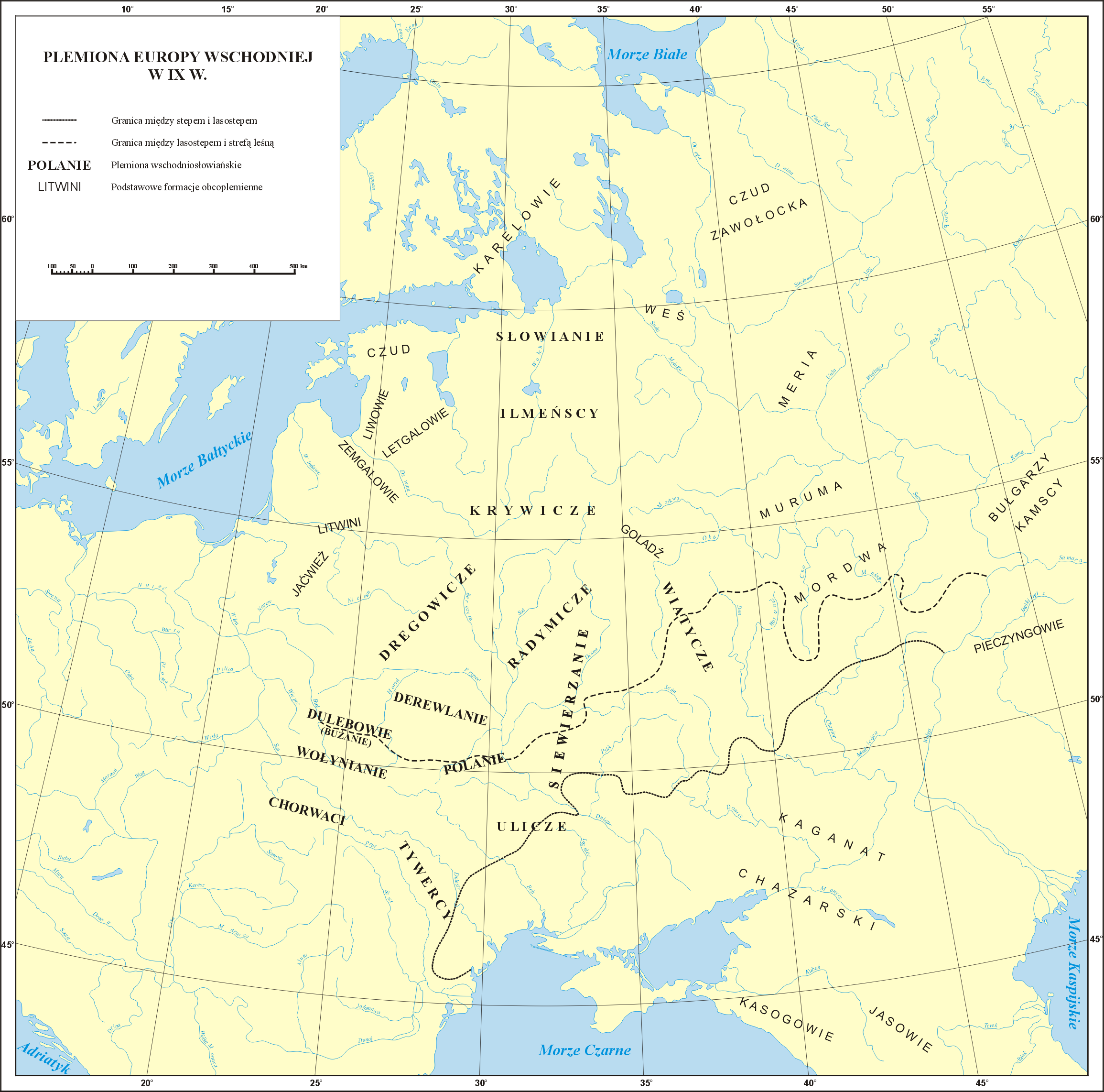
Orientacyjna mapa rozmieszczenia plemion Europy Wschodniej w średniowieczu

Chorwaci wschodni (ukr. Білі хорвати, „Biali chorwaci”) – plemię wschodniosłowiańskie wymienione czterokrotnie w kronice Nestora.

## Dane historyczne o Chorwatach wschodnich
Za rządów Olega Mądrego Chorwaci podporządkowali się Rusi Kijowskiej. Włodzimierz I Wielki toczył z nimi wojnę w roku 992. Rezultat tej wojny jest nieznany.
Na północ od Wielkich Moraw lokuje ziemie Chorwatów (horithi) Alfred Wielki (rok 890). 
W Powieści minionych lat Nestor wymienia też Chorwatów (tylko raz nazywając ich „Białymi” jako protoplastów Lachów). W 907 roku mieli oni uczestniczyć (jako sojusznicy) w wyprawie Olega Mądrego na Bizancjum. Można też znaleźć wzmiankę, że książę kijowski Włodzimierz w 992 roku wyprawił się na Chorwatów.
Według Nestora z Kijowa Biali Chorwaci byli protoplastami Lędzian. Nestor opisuje w swojej Powieści minionych lat z 1113 roku w części drugiej „O narodach słowiańskich”, jak to we wczesnym średniowieczu Biali Chorwaci, Serbowie i Chorutanie (zapewne chodzi tu o część tych plemion, a nie całość) w wyniku najazdu Włochów przenieśli się ze swoich naddunajskich terenów i osiedli nad Wisłą przezwawszy się Lachami, a ci następnie przezwali się Polanami, Lucicami, Mazowszanami, Pomorzanami.
Kosmas z Pragi między rokiem 1110 a 1125, w Chronica Boëmorum tak opisuje obszar diecezji praskiej: „Granice zaś jej ku zachodowi są następujące: Tuhośt, który ciągnie się do połowy rzeki Chamb, Siedliczanie, Łączaniei, Deczanie, Litomierzyce, Lemuzi, aż do środka lasu, którym są Czechy ograniczone. Następnie na północ te są granice: Pszowianie, Chorwaci i Chorwaci śląscy, Ślęzanie, Trzebowianie, Bobrzanie, Dziadoszanie, aż do środka lasu, którym otoczone są granice Milczan. Stąd na wschód te rzeki ma za granice: Bug i Styr z grodem Krakowem i prowincją, której nazwa jest Wag, z wszystkimi krainami należącymi do wspomnianego grodu Kraków. Stąd rozszerzona dołączonym pograniczem węgierskim ciągnie się aż do gór, których nazwa jest Tatry. Następnie w tej części, która zwraca się na południe, po przyłączeniu krainy morawskiej diecezja ta ciągnie się aż do rzeki, której nazwa jest Wag, i do środka lasu, którego nazwa jest Mure, i do takiej że nazwy góry, którymi odgraniczona jest Bawaria.”
Wincenty Kadłubek, w Kronice Polskiej (ks. II, rozdz. 12), opisuje czyny Bolesława Chrobrego, który podbił pod swe panowanie Selencję, Pomorze, Prusy, Ruś, Morawy, Czechy i pozostawił swym następcom jako [kraje] lenne. Miasto Pragę ustanowił drugą stolicą swego królestwa. Poddał pod swe panowanie Hunnów, czyli Węgrów, Chorwatów i Mardów szczep potężny

## Lokalizacja plemienia Chorwatów na terenie Słowiańszczyzny wschodniej
Historiografia zwykle lokalizuje Chorwatów ruskich nad górnym Dniestrem na północ od siedzib Uliczów (Kowalenko 1962). Ten pogląd pojawia się w wielu podręcznikach i opracowaniach popularnych.
Odmienną lokalizację zaproponował polski badacz Janusz Kotlarczyk (1971; 1970), który odniósł Chorwatów do rozległego osadnictwa słowiańskiego nad Donem. Hipoteza ta jest akceptowana przez niektórych badaczy (np. Witczak 2003: 157).
Niektórzy badacze (np. Lewicki 1948) próbowali lokalizować tych Chorwatów w górnym biegu Wisły.